# Alexander Gustav von Schrenk
Alexander Gustav von Schrenk (4 febbraio 1816 – Tartu, 25 giugno 1876) è stato un naturalista tedesco.

## Carriera
Fu assunto dalla Accademia russa delle scienze di San Pietroburgo per condurre ricerche petrolifere in Estonia, analizzando campioni geologici e chimici presso l'Università di Tartu.

## Opere
- Bericht über eine im Jahre 1840 in die östliche Dsungarische Kirgisensteppe unternommene Reise, 1840

- Reise nach dem Balchasch und auf dem Tarbagatai, 1841

- Reise nach dem Nordosten des europäischen Rußlands, durch die Tundren der Samojeden, zum arktischen Uralgebirge, zwei Bände 1848; ins englische übersetzt 1964 als Journey to the Northeast of European Russia, through the Tundras of the Samoyeds, to the Arctic Ural Mountains.

- Orographisch-geognostische Uebersicht des Uralgebirges im hohen Norden, 1849

- Sitzungsberichte der Naturforscher-Gesellschaft zu Dorpat in den Jahren 1853 bis 1860